# Mercedes-Benz O302
Mercedes-Benz O302 — серия междугородных, пригородных и городских автобусов Mercedes-Benz, а также автобусное шасси, на котором строили свои автобусы другие производители. Серийное производство автобусов длилось с 1965 по 1974 год.

## История
Mercedes-Benz O302 был выпущен в мае 1965 года для замены модели O321. Он был изготовлен на заводе Mercedes-Benz в Мангейме. Его корпус был выполнен в стиле Баухаус. O302 продавался как шасси и интегральный автобус.
Более 32 000 моделей O302 были построены за одиннадцатилетний период (с 1965 по 1974 год), но впоследствии на смену серии O302 пришла серия O303. Компания Otomarsan пустила в производство модель O302T, за основу которой были взяты модели O305 и O302. Наиболее привлекательным отличием является коробчатое шасси и более мощный двигатель. Для перевозки спортивных команд на Чемпионат мира по футболу 1974 года автобусы окрашивали в соответствующие цвета команд.